# Mario Ohoven

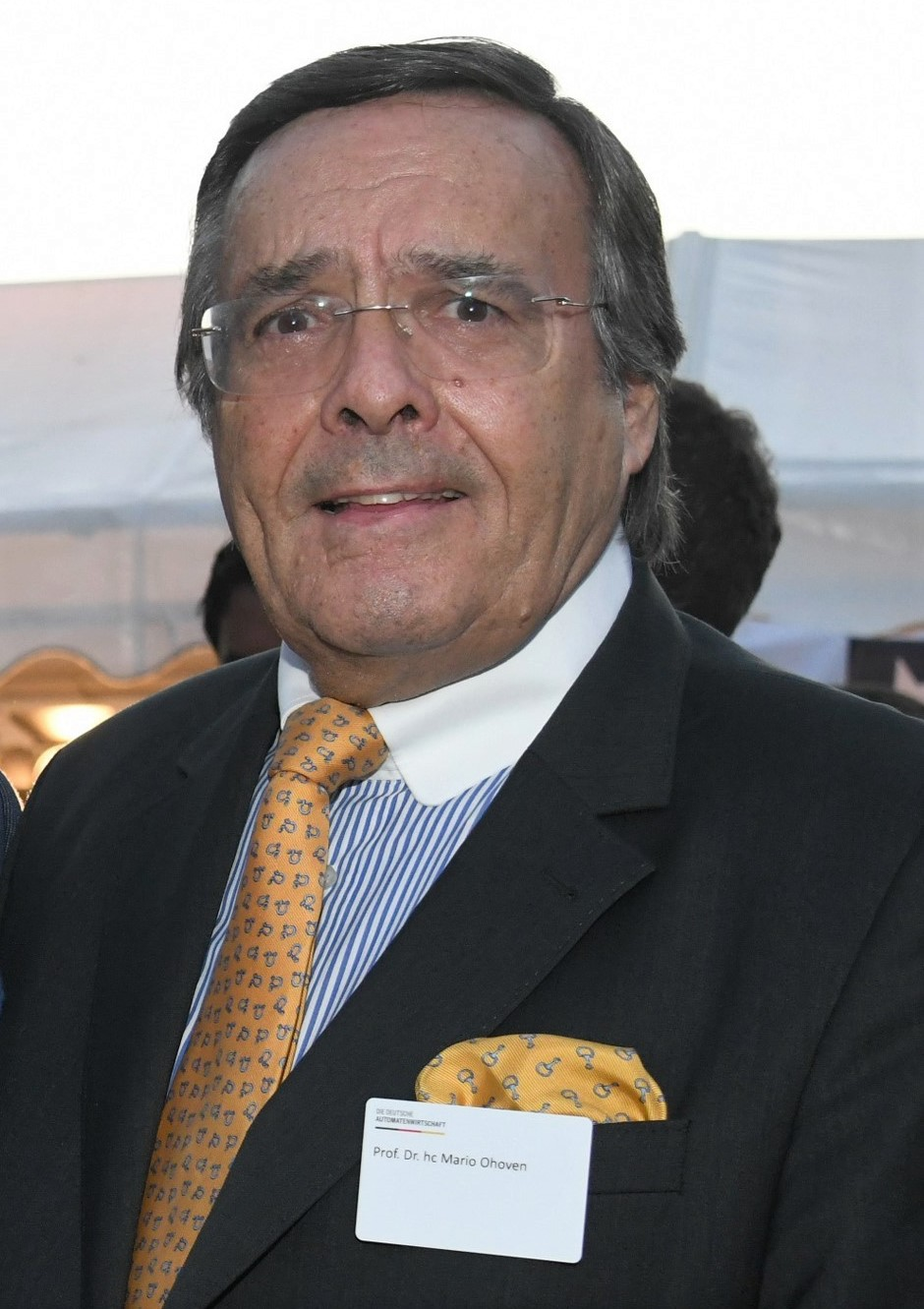
Mario Ohoven (2018)

Mario Ohoven (* 18. Mai 1946 in Neuß; † 31. Oktober 2020 in Düsseldorf) war ein deutscher Finanzvermittler und Anlageberater. Er war ab 1998 Präsident des Bundesverbandes mittelständische Wirtschaft (BVMW) und ab 2002 der Europäischen Vereinigung der Verbände kleiner und mittlerer Unternehmen (CEA-PME)  und war bis 2005 geschäftsführender Gesellschafter der in Düsseldorf ansässigen Investor- und Treuhand GmbH.

## Leben und Familie

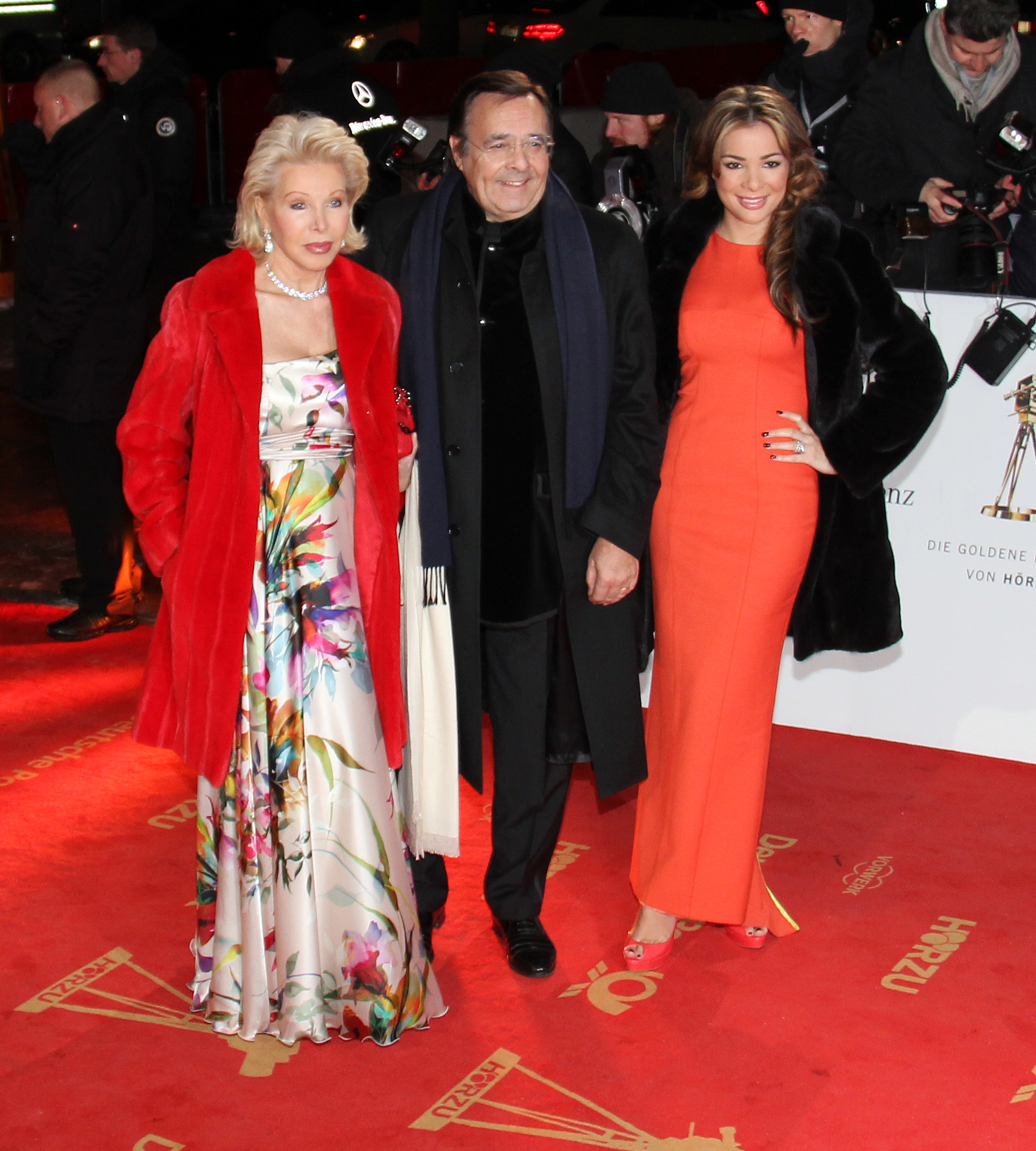
Mario Ohoven mit seiner Frau Ute und seiner Tochter Chiara (2012)

Mario Ohoven entstammte einer traditionsreichen Unternehmerfamilie, die ab 1810 Papier herstellte und eine Hanfspinnerei betrieb.
Ohoven selbst erlernte den Beruf des Bankkaufmanns bei der Deutschen Bank und war Mitte der 1970er Jahre als Anlageberater tätig. Dabei beschäftigte er sich intensiv mit der Entwicklung steueroptimierter Anlageformen.
Mario Ohoven war mit der UNESCO-Sonderbotschafterin Ute-Henriette Ohoven verheiratet. Aus der Ehe gingen ein Sohn und eine Tochter hervor: Michael Ohoven (* 1974) ist Filmproduzent und lebt in Los Angeles; Chiara Ohoven (* 1985) arbeitet als Art Director für die BVMW-Mitgliederzeitschrift Mittelstand.
Ohoven kam am Mittag des 31. Oktober 2020 bei einem Alleinunfall mit seinem Bentley auf der A44 zwischen dem Tunnel Reichswaldallee und dem Autobahnkreuz Düsseldorf-Nord ums Leben.

## Präsident des BVMW
Ab 1998 war Ohoven Präsident des Bundesverbandes mittelständische Wirtschaft (BVMW), dessen Wirtschaftssenat er bereits seit 1997 leitete. Ohoven vertrat als BVMW-Präsident die wirtschaftspolitischen Interessen seiner Mitglieder mit eigenen Büros in allen deutschen Bundesländern und mit Auslandsbüros unter anderem in Brüssel, der Volksrepublik China, Indien, Italien, Japan, Polen, der Ukraine und der Türkei. Neben der Lobbyarbeit konzentrierte sich der 1975 gegründete Verband auf die Vernetzung seiner Mitglieder untereinander und ihre außenwirtschaftliche Unterstützung. Ohoven war als Präsident federführend für die Umsetzung der Ziele und Forderungen des BVMW.

### Kritik an TTIP
Der BVMW unter dem Vorsitz von Ohoven hatte als erster – und lange Zeit einziger – Wirtschaftsverband auch auf die Risiken des Transatlantischen Freihandelsabkommens (TTIP) hingewiesen. Kritisiert wurden vom BVMW die geplanten Schiedsgerichte mit nicht transparenten Verfahren ohne Berufungsmöglichkeit. Ferner werde in Sachen Verbraucherschutz statt des europäischen Vorsorgeprinzips ein US-amerikanisches Nachsorgeprinzip gelten. Außerdem sei der Regulationsrat eine Art Gesetzgeber an den Parlamenten vorbei. Nicht zuletzt sei eine allgemein verbindliche Anerkennung von EU-Standards (z. B. Maschinenbau, Elektrotechnik) in den USA nicht möglich, es drohe eine Export-„Einbahnstraße“.

### Grenzkontrollen an den Außengrenzen
Als BVMW-Präsident sprach sich Ohoven auf dem Höhepunkt der Flüchtlingskrise in Europa im Februar 2016 für Grenzkontrollen an den deutschen Außengrenzen aus. „Wir sind unter allen Umständen dafür, dass Deutschland Kriegsflüchtlinge aufnimmt, nicht aber Wirtschaftsflüchtlinge“. Ohovens Meinung nach waren die meisten Flüchtlinge nicht genügend qualifiziert und hätten fehlende Sprachkenntnisse.

### Arbeit und Soziales

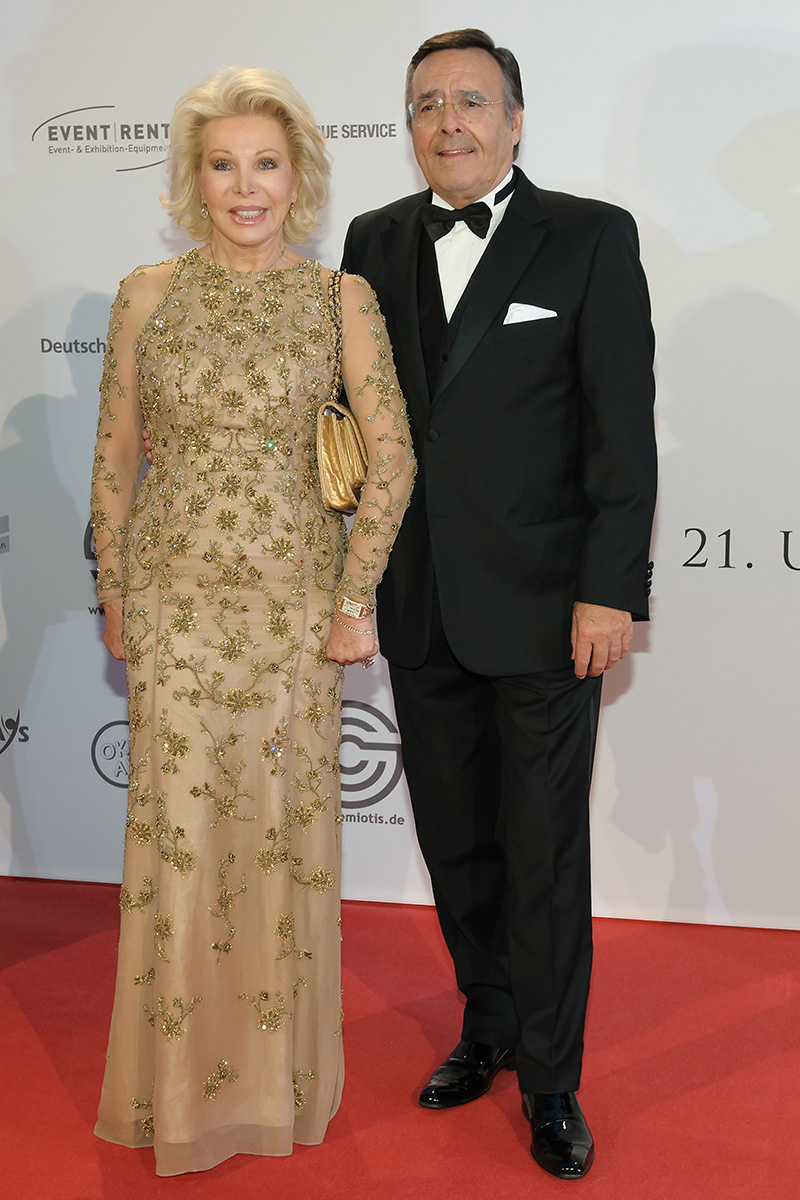
Mario Ohoven mit seiner Ehefrau Ute (2012)

Die Bundesregierung hatte auf Initiative Ohovens und des BVMW die Altersvorsorge Selbstständiger aus der Insolvenzmasse genommen. Das dient der Existenzsicherung von Unternehmern. Dank der Proteste des BVMW-Präsidenten verzichtete die Bundesregierung auf die Einführung einer Rentenpflicht für GmbH-Geschäftsführer. Dadurch konnten Nachzahlungen in erheblicher Höhe abgewendet werden.

### Initiativen Ohovens im Bereich Steuern
Steuern und Abgaben waren ein wichtiges Thema für den BVMW. Einer Forderung des BVMW-Präsidenten entsprechend wurde die „Kalte Progression“ ab 2016 abgebaut. Für Arbeitgeber und Arbeitnehmer sollte dies Entlastungen in zweistelliger Milliardenhöhe bringen.

### Initiative in Schulen
Ab 1998 machte sich Ohoven als BVMW-Präsident für die wirtschaftliche Aus- und Weiterbildung an Schulen stark. Das Pilotprojekt 1998 verfolgte das Ziel, Schülerinnen und Schülern Wirtschaft aus erster Hand zu vermitteln. Auf Ohovens Initiative hin besuchten mehrere tausend mittelständische Firmenchefs die Klassenzimmer von Gymnasien, Haupt- und Realschulen, um den Schülerinnen und Schülern Lust auf Unternehmertum zu machen. Auch in den folgenden Jahren plädierte Ohoven immer wieder dafür, dass Lehrer, wie in Dänemark, Praktika in Wirtschaftsunternehmen machen und gleichzeitig Firmenchefs an Schulen unterrichten. Nur so könnten Lehrer die zukünftige Arbeitswelt ihrer Schüler kennen lernen. Und sie würden ferner erfahren, wie Unternehmer denken und handeln.

### Kritik am Konjunkturpaket und an zweitem Lockdown
Am 22. Oktober 2020 kündigte Ohoven  im Falle eines weiteren Lockdowns rechtliche Schritte an, da diesen, neben bereits de facto staatlich verordneten Berufsverboten für die Messebaubranche oder für Kulturschaffende, weite Teile der Wirtschaft und viele Unternehmen nicht überleben würden. Stattdessen forderte er, die Mehrwertsteuer dauerhaft auf einheitlich 15 Prozent zu limitieren, um Betrieben Planungssicherheit zu geben und Konsumenten zu entlasten.
Am 29. Oktober 2020 kritisierte Ohoven die deutsche Regierungserklärung vom Vortag betreffend die Verkündung des zweiten Lockdowns. Er stellte die Frage nach Verhältnismäßigkeit und Verfassungsmäßigkeit der Maßnahmen. Ohoven kündigte an, im Interesse des Mittelstandes eine Überprüfung einzuleiten und gegebenenfalls auch das Bundesverfassungsgericht anzurufen.

## Tätigkeit als Wirtschaftsberater
Ohoven erstellte Wirtschafts- und Kapitalmarktprognosen für Kunden aus dem Banken-, Wirtschafts- und Medienbereich und verwies in diesem Zusammenhang auf seine frühzeitigen Warnungen vor krisenhaften Entwicklungen auf den weltweiten Kapitalmärkten (so vor dem Absturz der Technologiewerte 2000/2001 und vor Bilanzmanipulationen im Jahr 2002). Er gab als Finanzexperte Interviews in Funk und Fernsehen, wurde als Referent auf Veranstaltungen und Symposien eingeladen und war Gast bei TV-Talkshows. Ohoven ist Autor des Buches Die Magie des Power-Selling, das in zwölf Sprachen übersetzt wurde und lange Zeit in einschlägigen Bestsellerlisten vertreten war. Darin stellt er eine so genannte „Erfolgsstrategie für perfektes Verkaufen“ vor.

### Verfahren gegen Ohovens Finanzdienstleistungsunternehmen
2002 wurde Ohovens Unternehmen von einem pensionierten Ingenieur verklagt, der sich 1997 am Filmfonds Cinerenta I beteiligt hatte. Auf das Geschäft hatte sich der Kläger nach seiner Darstellung nur eingelassen, weil ihm Ohovens Verkäufer zuvor versichert hätten, er gehe kaum ein Risiko ein und bekomme binnen 18 Monaten knapp 80 Prozent seines Einsatzes durch Ausschüttungen des Fonds zurück. Diese Versprechungen waren haltlos und in zweiter Instanz bekam der Kläger Recht. Die Differenz zwischen den erhaltenen Ausschüttungen und der Beteiligungssumme musste dem Mann zurückerstattet werden.
Laut Stern hatten 232 Investoren die Investor Treuhand in einem Sammelverfahren auf Zahlung von 16,7 Millionen Euro Schadensersatz verklagt. Die Forderung stand im Zusammenhang mit den Verlusten eines durch die Investor Treuhand empfohlenen Immobilienfonds. Ohovens Anwalt betrachtete die Ansprüche als überhöht bzw. verjährt. Der Bundesgerichtshof (BGH) wies die Klage auf Schadenersatzansprüche gegen Mario Ohoven am 15. Juli 2010 in letzter Instanz ab. Ohoven sei nicht für die von den Klägern behaupteten Fehler in Cinerenta-Prospekten verantwortlich und eine Haftung daher ausgeschlossen.
2005 verkaufte Ohoven die  Investor- und Treuhand GmbH. Das Unternehmen wurde anschließend in Berintreg umbenannt und ging in Insolvenz. Die Insolvenzverwalterin forderte von Ohoven 7 Millionen Euro zurück, die er unrechtmäßig aus der Gesellschaft entnommen habe.
Das OLG München hob am 19. Januar 2011 ein am 20. Juli 2010 gegen Mario Ohoven ergangenes Urteil in einer Berufungsverhandlung auf. Zugleich wurde die Klage im Zusammenhang mit Fonds der Cinerenta letztinstanzlich abgewiesen (AZ 20U 4113/10).

## Sonstiges Engagement
Ohoven war ehrenamtliches Jurymitglied bei „Top 100“, einer Auszeichnung für die innovativsten Unternehmen im deutschen Mittelstand. Zudem war er Mitglied des Kuratoriums der Stiftung Lesen.

## Auszeichnungen
1999 erhielt Ohoven den Europa-Preis des Europäischen Wirtschaftsinstituts (EWI) im Fürstentum Liechtenstein. 2001 erhielt er den Oscar des deutschen Mittelstandes und wurde mit dem Mittelstandspreis Kustos des mittelständischen Unternehmertums geehrt. 
Mario Ohoven war ab 2018 Ehrendoktor und Honorarprofessor der Universität in St. Petersburg.

## Trivia
Einer breiten Öffentlichkeit bekannt wurde Ohoven, nachdem er in einer Pressekonferenz einen Forderungskatalog seines Verbandes vorgestellt hatte und diesen in einem Interview anschließend noch einmal erläutern sollte. Bei den Fragen des Reporters stellte sich heraus, dass Ohoven offensichtlich schlecht vorbereitet war, weshalb er anstelle einer Antwort wiederholt darauf verwies, dass man alles in der Broschüre des Verbandes nachlesen könne. Dann brach er das Interview ab, indem er auf seine Uhr blickte und sagte: „Ich muss weg!“ Diesen Satz spielte Stefan Raab in seiner Sendung TV total ab dem 3. April 2000 häufig als Videoclip ein.